# Tord Holmgren
Tord Holmgren, född 9 november 1957 i Palohuornas, Gällivare kommun, Norrbottens län, är en svensk före detta fotbollsspelare.

## Biografi
Mittfältaren Holmgren inledde sin karriär i den lokala föreningen Hakkas GoIF och gick därifrån vidare till Gällivare SK. Både Tord och brodern Tommy Holmgren värvades samtidigt från Gällivare till IFK Göteborg 1977. En förening han skulle spela 10 säsonger för, 1977–1987. 
Tord Holmgren gick under smeknamnet "Turbo-Tord" och var en löpstark hårt arbetande innermittfältare. Under sin karriär i IFK Göteborg gjorde Holmgren 502 A-lagsmatcher och vann två UEFA-cuptitlar (1982 och 1987), fyra SM-guld (1982, 1983, 1984 och 1987), och tre Svenska cupvinster (1979, 1982 och 1983). I Tord Holmgrens sista match med IFK Göteborg avgjorde han SM-finalmatchen med sitt mål mot Malmö FF den 31 oktober 1987.  
Holmgren spelade även 26 A-landskamper med Svenska landslaget. Han debuterade den 14 november 1979 i en träningslandskamp mot Malaysia i Kuala Lumpur. Tord Holmgren var i Sveriges startelva i 5 VM-kval matcher, och hans sista landskamp blev ett inhopp som avbytare i slutet av VM-kvalmatchen mot Malta den 17 november 1985 på Ta' Qali-stadion.
Holmgren avslutade sin karriär med att spela en säsong i Fredrikstad, Norge, innan han slutade 1988. Han bor alltjämt, 2008, kvar i Västsverige och arbetar inom VVS-branschen och spelar regelbundet med IFK Göteborgs Oldboys.

## Meriter
- UEFA-cupsegrare (2): 1982, 1987 (med IFK Göteborg)
- Svensk mästare (4): 1982, 1982, 1983, 1987 (med IFK Göteborg)
- Svenska cupen (3): 1978/1979, 1981/1982, 1982/1983 (med IFK Göteborg)
- 26 A-landskamper

## Klubbar
- Fredrikstad FK (1987-1988)
- IFK Göteborg (1977-1987)
- Gällivare SK ( -1977)
- Hakkas GoIF (moderklubb)